# Unbreakable Tour (chuyến lưu diễn của Westlife)
Unbreakable Tour là chuyến lưu diễn hòa nhạc của ban nhạc Ireland Westlife với 700.000 người hâm mộ tham dự, tạo £14.000.000 ở Vương quốc Anh và châu Âu năm 2003.

## Danh sách tiết mục
1. "When You're Looking Like That"
2. "If I Let You Go"
3. "Tonight"
4. "Flying Without Wings"
5. "My Love"
6. "Bop Bop Baby"
7. "Queen of My Heart"
8. "To Be with You"
9. Medley
  1. "I Get Around"
  2. "Do You Love Me"
  3. "Twist and Shout"
  4. "Great Balls of Fire"
  5. "Kiss"
10. "Fool Again"
11. "Swear It Again"
12. "Written in the Stars"
13. "Unbreakable"

Encore
1. "Uptown Girl"
2. "What Makes a Man"
3. "World of Our Own"

## Phát hành video

### Bảng xếp hạng
| Bảng xếp hạng       | Vị trí cao nhất |
| ------------------- | --------------- |
| Ireland             | 1               |
| Sweden Music Videos | 6               |
| UK Music Videos     | 1               |
| UK DVD Videos (OCC) | 17              |
| UK Videos (OCC)     | 19              |